# 이새아
이새아(李诗雅, 1989년 2월 19일 ~ )는 대한민국의 성우로, 2014년 대원방송 성우극회 공채 5기로 입사했다.

## 출연작

### 애니메이션
- 반요 야샤히메 - 히구라시 토와
- 나의 히어로 아카데미아 - 야오요로즈 모모, 미드나이트
- 내 친구 호비 - 쿤다, 아로, 작가 선생님, 염소 할머니
- 노블레스 - 세이라 J 로이아드
- 조이드 와일드 제로 - 샐리 랜드
- 달의 요정 세일러 문 세일러 스타즈 - 샤키/세일러 스타 파이터, 네헤레니아
- 달의 요정 세일러 문 SuperS - 네헤레니아, 모모
- 12영웅전사 - 코니
- 깡총깡총 하나 - 플로라, 클라라 선생님
- 꼬마 바이킹 빅 - 티노, 여왕
- 꼬불꼬불ABC - 토끼, 요정
- 내 이야기!! - 유우코, 마오
- 달콤달콤 베이커리 - 릭, 브리트니
- 듀얼 비스트 카 - 오덕호, 금나비
- 드래곤볼 Z 카이 3기 THE FINAL CHAPTERS
- 디지몬 고스트 게임 (재능TV) - 위치몬
- 말괄량이 티티 - 글로리아, 로즈
- 루팡 3세 Part 5 - 클로에
- 소년탐정 김전일 R 2기

〈김전일, 목숨을 걸다〉 - 난 리칭
〈혈류실 살인사건〉 - 아마모토 카오리
〈설인귀 전설 살인사건〉 - 유키하라 사야카
〈사라진 금메달의 수수께끼〉 - 아유카와 유리
〈여우불 띄우기 살인사건〉 - 히모리 미사키
- 소년탐정 김전일 R 스페셜 아케치 형사의 사건 파일 - 스기노 마도카
- 슈퍼펭귄 페퍼민트 - 여왕, 인어, 루크, 메리 글루, 벨, 위너, 니트
- 스낵월드 - 실프
- 샾킨즈 - 스트로베리 키스, 덤 미미, 토스티 팝
- 신 도라에몽
- 심쿵! 프리큐어 - 샤를, 왕비
- 여고생 수다클럽 - 윤나희, 윤사랑
- 역전재판 - 어린 미츠루기 레이지, 미카(#1)
- 오소마츠 6쌍둥이 - 쥬시마츠의 그녀, 커플녀
- 왕괴짜 돈만이 5기 - 피에르, 승주 여동생, 소식이 엄마
- 원피스 Original 12기 PART1 샤본디 제도 편 - 쥬얼리 보니
- 원피스 Original 12기 PART2 여인섬 편 - 란, 에니시다, 벨라도나, 소란
- 원피스 Original 13기 임펠다운 편 - 도미노, 히나, 어린 상디
- 원피스 Original 14기 마린포드 편 PART1 - 포트거스 D. 루즈
- 원피스 Original 23기 홀케이크 아일랜드 편 Part2 - 쥬얼리 보니(코니)
- 원피스 Original 스페셜 - 아만다
- 이토 준지 컬렉션 - 유이(글리세리드)
- 유희왕 ARC-V 2기 - 진수
- 에버 애프터 하이 - 엘라, 블론디, 키티, 바바, 버니, 페이벨
- 전설의 가면 조로 - 이네스, 티시 엄마
- 출동! 유후구조대 - 츄우, 해피, 터보, 푸키
- 포켓몬스터 썬&문 - 수, 이아, 자마슈, 마셰이드, 비구슬, 비나방
- 포켓몬스터 W - 루티아
- 페어리 테일 8기 성령의 반란 편
- 페어리 테일 9기 타르타로스 편 - 라키 올리에타, 미케리아, 어린 나츠
- 페어리 테일 10기 제로 편
- 해피하모니 다마고치! - 마돈나치, 하라파라치, 내추럴치, 기라기라치, 페로치
- 알쏭달쏭 캐치! 티니핑 - 빨리핑, 비비
- 호기심대장 쥬 - 에이미, 졸리
- 토이캅 - 싸이언, 종이인형, 엄마, 오스카, 마론
- 부탁해요! 포코타 이장님 - 펭,  오비스, 퐁, 노이

### 게임
- 원신 - 여행자(여주인공)
- 당신을 기다리는 여우 - 수아
- 당신을 기다리는 여우 化 - 수아
- 스텔라비스 - 아주라
- 리그 오브 레전드 - 프로젝트 베인
- 클로저스 - 세트 세크메트, 안나
- 월드 오브 워크래프트 - 빛벼림 드레나이, 선장 유도라
- 메이플스토리 2 - 룬블레이더, 마드리아, 셀린/세이렌 자매
- 에픽세븐 - 벨로나 뮨(해변의 벨로나), 타마린느, 링 가모드(초승달 무희 링), 수린(풍운의 수린), 도리스(마법학자 도리스)
- 던전 앤 파이터 - 카트린느, 토비, 엽기/광기의 앤, 고독한 샤라크, 뿔 수집가 야카
- 리니지 2 - 카트리나, 칸나 기사단장, 노블오크 여사제, 드워프 여사제, 엘모어 여장교
- 하스스톤 - 선장 유도라, 희귀 탈것 상인, 폭풍머리 과학자, 점성술사
- 데스티니 차일드 - 구미호
- 로스트아크 - 키르카
- 오버히트 - 테제, 라이
- 일곱 개의 대죄 GRAND CROSS - 델드레, 질
- 카트라이더 - 월희, 일영
- 이카루스 M - 미술사(아티스트), 엔시아
- 얼티밋 스쿨 - 뇌모, 철선 녹력
- 린: 더 라이트브링어 - 미실린, 아키
- 섀도우버스 - 고블린 사냥꾼 티나(프린세스 티나), 창천의 수호기사 카타리나, 어린 인형사 로코코
- 콜 오브 듀티 - 사만다, 도미노
- 보더랜드 3 - 엔젤, 블러드샤인
- 데스티니 가디언즈 - 수호자
- 엘룬 - 메디나, 캐서린, 세드나, 가온사리
- 프리스타일 2 - 앨리스&올리비아
- 엘크로니클 - 매호
- 체인 스트라이크 - 에델
- 테라 - 니난델, 모카, 휴난
- 진혼 - 청아, 요희, 묘묘
- 탱고파이브 - 바운티헌터
- 궨트 - 아다
- 붉은보석2 - 마리노프라, 아야
- 무역왕 - 가이드
- 요괴워치 버스터즈 3DS - 냥마녀, 배드냥, 백사자
- 이노센트 베인 - 아베 류코, 이샤 페리어드, 크리스 노엘
- 언스포큰 - 브림스톤, 포스포어
- 판타지워 택틱스 R - 세르피나, 카멜리아, 캣시
- 아홉번째 하늘 - 쿠즈노하, 우트가르트, 천만월
- 스낵월드 트레저러스 - 지적인 여자 플레이어
- 삼국지 조조전 온라인 - 왕열, 동백
- 스타이플드 - 전화 음성, 어린아이
- 삼국블레이드 - 하후휘
- 전쟁의 뒤편에선 EP2 - 지아/피아
- 쥬라기 월드: 에볼루션 - AI
- 쓰론브레이커 더 위쳐 테일즈 - 어린 빌렘, 스코이아텔 아처
- 대항해의 길 - 에스트리아
- 에란트: 헌터의 각성 - 물의 정령 운디네, 분쟁의 마녀 판도라, 나타
- 제론 - AI
- 론에코 - 헤라
- 랭콘 아일랜드 - 쏭, 글린다, 정글/사막 내레이션
- 블라인드 고스트 - 고스트
- 섀도우 포인트 - 로라(19/24/90살)
- 소울아크 - 금광성모, 해진, 관승, 달변괴, 목타, 토행손
- 검은달: 무한 자유 세계 - 청말, 소모만, 난기운
- 염왕이 뿔났다 - 맹파, 여와, 오귀청, 오귀황
- 엘소드 - 노아
- 쿠키런: 킹덤 - 홀리베리 쿠키
- 명조: 워더링 웨이브 - 도기

### 극장용 애니메이션
- 극장판 THE 도라에몽즈 이상한 과자 왕국
- 극장판 THE 도라에몽즈 위기일발, 스페이스랜드!
- 극장판 도라에몽: 진구와 초록거인전 - 로크
- 극장판 도라에몽: 신 진구의 우주개척사 - 크렘
- 극장판 달의 요정 세일러 문 R - 키세니안
- 극장판 단편 변신! 세일러 요정들 - 유이
- 극장판 달의 요정 세일러 문 S - 스노우 댄서
- 극장판 달의 요정 세일러 문 SuperS - 페를
- 극장판 달의 요정 세일러 문 SuperS 유리의 첫사랑
- 극장판 유희왕 더 다크 사이드 오브 디멘션즈(2016) - 소년 카미
- 극장판 소년탐정 김전일 살육의 딥블루 - 미코토, 앵커
- 극장판 프리큐어 올스타즈 NEW STAGE 미래의 친구 - 이유미/큐어 에코
- 극장판 프리큐어 올스타즈 NEW STAGE 2 마음의 친구 - 샤를
- 짱구는 못말려 극장판: 나의 이사 이야기 선인장 대습격(2016) - 고순희, 진이슬
- 내 이름은 꾸제트(2017) - 아메드 / 로지
- 원피스 스탬피드(2019) - 쥬얼리 보니 / 히나

### 특촬물
- 파워레인저 다이노포스 특별편 - 신수하
- 가면라이더 위저드 - 진아름, 주연호
- 가면라이더 위저드 & 포제 MOVIE 대전 얼티메이텀 : 악마의 부활 - 소유미
- 가면라이더 드라이브 - 어린 고우현
- 가면라이더 가이무 - 김유진 (타카츠카사 마이)
- 파워레인저 트레인포스 - 어린 안경, 영훈(10#), 찌니(15#), 신데렐라
- 파워레인저 닌자포스 - 백노을/핑크 닌자 (야마야 카스미)

### OST
- 부탁해요! 포코타 이장님 오프닝: 포코포코 포코타 장미 코러스 조현정, 이새아
- 부탁해요! 포코타 이장님 삽입곡: 러브라이팅 장미, 이새아